# Love is Dead (EP)
Love is Dead (traducido como El amor está muerto) es el primer EP de la banda de post-hardcore Ink & Dagger. 
Fue lanzado por Happy Days Records en 1996, y posteriormente relanzado por Six Feet Under Records en 2010; ambas ediciones en vinilo 7". Desde 2013, también está disponible como descarga digital, en el bandcamp del sello.

## Lista de canciones
Lado A
| N.º | Título                | Duración |  |
| 1.  | «The Changeling»      | 2:27     |  |
| 2.  | «Frigid Shortcomings» | 1:47     |  |

Lado B
| N.º | Título              | Duración |  |
| 1.  | «Newspaper Tragedy» | 1:13     |  |
| 2.  | «Bloodlust»         | 2:47     |  |
| 3.  | «My Lady Love»      | 2:26     |  |

## Créditos
- Sean McCabe – voces
- Don Devore – guitarras
- Jorge Gonzalez – guitarras
- Eric Wareheim – bajo
- David Wagenschutz – batería, percusión